# Alfabetul glagolitic
Alfabetul glagolitic, cunoscut și ca glagoliță (scris cu alfabetul glagolitic: Ⰳⰾⰰⰳⱁⰾⰻⱌⰰ Glagolitsa) este cel mai vechi alfabet cunoscut folosit pentru a reprezenta limbi slave în scris. Numele lui este o invenție modernă, a fost derivat din substantivul reconstruit din limba slavă veche, *glagolъ, care înseamnă „limbaj” sau „exprimare”. Întrucât verbul *glagolati are semnificația de „a vorbi”, „a rosti”, glagoliticul a fost uneori supranumit în poezie ca „semnele care vorbesc”. Alfabetul se bazează mult pe alfabetul grec, dar se pot observa și influențele orientale în forma sau modul de citire al unor caractere.
Numele alfabetului este exprimat în bielorusă ca глаголіца (hlaholița), în bulgară și macedoneană ca глаголица (glagolița), în limbile diasistemului slav de centru-sud ca glagoljica sau глагољица, în cehă ca hlaholice, în poloneză ca głagolica, în rusă ca глаголица (glagólița), în slovenă ca glagolica, în slovacă ca hlaholika iar în ucraineană ca глаголиця (hlaholîția).
Alfabetul glagolitic cuprinde 41 de semne.

## Tabel cu imaginea și valoarea literelor alfabetului glagolitic
|          |         |       |       |       |         |        |        |         |          |
| Az       | Buki    | Cherv | Dobro | Dzelo | Dzherv  | Fert   | Glagol | I       | Izhe     |
|          |         |       |       |       |         |        |        |         |          |
| Izhitsa  | Jat     | Jer   | Jerj  | Jery  | Jest    | Jo     | Ju     | Jus "E" | Jus "Je" |
|          |         |       |       |       |         |        |        |         |          |
| Jus "Jo" | Jus "O" | Kako  | Kher  | Ljudi | Mislete | Nash   | Oht    | On      | Pokoj    |
|          |         |       |       |       |         |        |        |         |          |
| Rtsi     | Sha     | Shta  | Slovo | Thita | Tsi     | Tverdo | Uk     | Vedi    | Zemlja   |
|          |         |       |       |       |         |        |        |         |          |
| Zhivete  |         |       |       |       |         |        |        |         |          |

## Scrierea de la Murfatlar
La ansamblul rupestru de la Murfatlar, „[î]n anii ce au urmat, cercetările au continuat, fiind descoperite bisericile B3 și B4, locuințe de suprafață, un mic cimitir aferent, vetre de foc, fragmente ceramice, 10 schelete de oameni și animale, precum și unelte din fier. În urma datării inscripțiilor de pe pereții bisericuțelor (înscrisuri grecești, glagolitice, desene paleocreștine) și a celorlalte artefacte găsite, complexul a fost datat ca fiind din epoca medievală timpurie (secolele X-XI).”